# 928
928 (CMXXVIII) je bilo prestopno leto, ki se je po julijanskem koledarju začelo na torek.

## Dogodki
- 1. januar

## Smrti
- 5. junij - Ludvik Slepi, kralj Spodnje Burgundije, Italije in cesar Svetega rimskega cesarstva (* ok. 881/882)